# もりももこ
もり ももこ（1984年2月29日 - ）は、日本の女優。東京都出身。地球儀に業務提携。劇団かもめんたる劇団員。以前はスターダス・21、に所属していた。現在はサンミュージックプロダクションに所属。

## 出演作品

### 映画
- 陽だまりの彼女（2013年、監督：三木孝浩、原作：越谷オサム）- 潮田 役
- セイジ -陸の魚-（2012年、監督：伊勢谷友介） - レイナ 役
- 「燃えよ！失敗女子」(仁道正明監督）(2020年)
- リスタート（2021年、監督：品川ヒロシ）

### ドラマ
- 青山ワンセグ開発
- 三つの告白 第2話「記憶」
- 世にも奇妙な物語 2013年 秋の特別編 「0.03フレームの女」
- スターマン、この星の恋
- 救命病棟24時 第5話
- 主に泣いてます 第4話
- リアルタイム
- メンタル三兄弟の恋
- 特集ドラマ 生きたい たすけたい（2014年3月11日、NHK） - 幸子 役
- 異世界居酒屋のぶ（2020年5月16日 - 7月17日、WOWOW） ‐ フランクの嫁 役
- 珈琲いかがでしょう 第3話（2021年4月19日、テレビ東京） ‐ スナックの常連客 役
- 婚活探偵  第4話（2022年1月29日、BSテレ東）
- 藤子・F・不二雄 SF短編ドラマ シーズン3「オヤジ・ロック」（2025年3月26日、NHK BSプレミアム4K）[2]

### バラエティ
- ゴッドタン（2018年9月23日・2021年5月9日・2025年2月16日、テレビ東京）
- 東京03 in UNDERDOGS #08,#10（2020年9月10日、BSフジ）

### ミュージックビデオ
- U-KISS 「STAY GOLD」（2015年）

### CM
- 「牛角」（2009年7月）
- 日本コカ・コーラ「REALウコン 〜聞き耳篇〜」（2013年5月）
- ダスキン「暮らしにリズムを〜メリーメイド編〜」（2018年3月）

### お笑い
- 漫才コンビ「松田桃太郎」としてお笑いライブに出演（浅草東洋館、なかの芸能小劇場）

### DVD
※編集中

### 映像
2010年
- シティボーイズ　ミックスPRESENTS「10月突然大豆のごとく」（劇中映像に出演）

### WEB
- 「アートにエールを！東京プロジェクト」（劇団かもめんたるで参加）(2020.09)

### 舞台
- 森桃子ひとり芝居3「ざわめきブルース」plan-B（作・演出・出演：森桃子）
- ナカゴー特別劇場vol.6「嵐が丘」あさくさ劇場（作・演出：鎌田順也）
- ナカゴー特別劇場vol.3「町屋の女とベネディクトたち」高田馬場プロトシアター（作・演出：鎌田順也）
- 「むずかしくしない －ジム・オルーク即興演奏による 森桃子ひとり芝居2inプラン －」planB（作・出演：森桃子）
- 「アニータ」スターダス・21アトリエ企画vol.1（作・演出：西山聡）
- 「リベンジャーズトラジディ」ナカゴー第八回本公演（作・演出：鎌田順也）
- 「地獄温泉」（作・演出：ミラクル☆パッションズ）
- 「告白」（作・演出：鎌田順也）
- 「自転車の盗難」（作・演出：鎌田順也）
- 「俺を縛れ！」柿食う客（作・演出：中屋敷法仁）王子小劇場
- 「箱^the box^」メタリック農家（作・演出：葛木英）渋谷ギャラリールデコ
- 「バスケットボウル」ナカゴー（作・演出：鎌田順也）
- 「Feel trip」（作・演出：松本哲也）青山スパイラルホール
- 「10点お笑いライブ」新宿永谷ホール
- 「えんえんダンス」（作・演出：ほくろちえ/のろま会）
- シティボーイズリミックスプレゼンツ「メンタル三兄弟の恋」（出演：シティボーイズ 中村ゆうじ、作・演出：細川徹）
- 「ぼうぼうとダンス」（作・演出：ほくろちえ/のろま会）
- 「愛さないならすてて」オムニバス、新宿永谷ホール（作：森桃子）
- Ojisan+「女女女女嘘女女女女」2019.06
- 別冊、根本宗子「墓場、女子高生」2019.10
- ギブミー！くれない旗揚げ公演「AIABO皮果BOO N」作、演出、出演　2019.01
- スイッチ総研「象の鼻スイッチ2020」2020.09
- 「スルメが丘は花の匂い」（2022.07 - 08、作・演出：岩崎う大）[3]
- 「いつかの日の」2025.05[4]

## 劇団かもめんたる
作・演出はすべて岩崎う大。
- 第2回公演「ゴーヤの門」
- 第3回公演「ピンクスカイ」
- 第4回公演「尾も白くなる冬」
- 第5回公演「市民プールにピラニアが出た‼」
- 第6回公演「根の張る方へ」
- 第7回公演「宇宙人はクラゲが嫌い」
- 第8回公演「GOOD　PETS　FOR　THE　GOD」 ※第64回岸田國士戯曲賞最終候補作品
- 第9回公演「君とならどんな夕暮れも怖くない」 ※第65回岸田國士戯曲賞最終候補作品
- 第10回公演「HOT」(作・演出：岩崎う大)
- 第13回公演「ゾンビいまさら」[5]

## 劇団かもめんたる特別公演
- かもめんたる単独ライブもどき 2019年9月

## 特技
- 歌謡曲歌唱
- 料理
- 日常英会話

## 趣味
- 飲酒

高校卒業後、オーストラリアへ語学留学。現地の法律上18歳から飲酒可能と知り、毎日パブでテキーラを煽りヨーロッパ人達と会話をするうちに日常英会話を身に付ける。当時のあだ名は「ベイビーモモ」。
キッチンドランカーである。ほぼ毎日料理を作るが、食べる頃にはほぼ毎日泥酔している。
- 長風呂

入浴が好きで、銭湯では繰り返し温冷浴を3時間以上する。友達に初水風呂を体験させるのも好き。
- 散歩

## 人物
- スパイス店でバイトをしていた経験があるのでカレーに造詣が深い。ふと入ったカレー屋の匂いだけでネパールのスパイスだと気づき、店員に確認したところインドのスパイスだと言われコーヒーだけ飲んで帰ったことがある。
- ニンニクと生姜が大好物で、毎日食べている。
- 松田桃太郎という、25歳差のおじいさんと漫才コンビを組んだことがある。稽古に毎回遅刻をして、童話『時間泥棒モモ』の話を例に優しく諭された。
- 30歳を目前に、役者を辞めて日本全国を住み込みバイトで『男はつらいよ』の寅さんのように渡り歩く。秘境の温泉旅館の仲居、沖縄の親戚同士が集うスナックのホステスなどを経験。地方滞在中に『ガラスの仮面』を読み感銘を受け、再び舞台に立ちたいと決意したという。
- 映像出演では、酔っ払いか田舎のホステスの役がほとんど。
- 保育園で友達のはたももちゃんに教わった《バンベッチ》という踊りが得意。

## 劇団かもめんたるでのエピソード
- 第5回公演『市民プールにピラニアが出た!!』の公演期間中、衣装を忘れたことに本番直前に気づき(誰かなんとかして！というような人任せなテンションで)「衣装を忘れました！」と楽屋で絶叫し、主宰のう大が急遽買いに行った。
- 第4回公演『ピンクスカイ』の本番中、しばらく出番がないと勘違いしゆっくりトイレに入っていたら、自分がいなければいけないシーンのセリフが舞台上から聞こえてきて焦ってしまい、物語上辻褄が合わない袖から出てきて観客と共演者を困惑させる。
- 第7回公演『宇宙人はクラゲが嫌い』の本番中、長台詞を変な調子で噛んでしまい、それをごまかすために変な調子で演技を続け、観客と共演者を困惑させる。
- 主宰のう大から「プッツン女優」という称号をもらった。

## 芸名の推移
おしり桃子（のろま会時代） → 森桃子（本名） → 2019年9月に現在の「もりももこ」に改名